# دو دوست (مجموعه تلویزیونی)
دو دوست (به هانگول: 짝패) یک مجموعه تلویزیونی ۳۲ قسمتی تاریخی کره ای است که در سال ۲۰۱۱ توسط شبکه ام‌بی‌سی پخش شده است.

## خلاصه داستان
این سریال از طریق روایت زندگی دو مرد که در بدو تولد جای‌شان با یکدیگر عوض شده است، به بررسی چگونگی تعیین سرنوشت افراد برحسب طبقه اجتماعی‌شان در دوره جوسان می‌پردازد. داستان این ماجرا شباهت بسیار زیادی به داستان معروف شاهزاده و گدا دارد. چان دونگ (چون جونگ میونگ) و گی دانگ (لی سانگ یون) در حالی که زندگی‌شان با یکدیگر عوض شده، بزرگ می‌شوند. چان دونگ که پسر یک اشراف‌زاده است در پایین‌ترین طبقات جامعه متحمل سختی‌های فراوان و بزرگی می‌شود و به مخالفی مبدل می‌گردد که به اموال ثروتمندان و مفسدان دولتی دستبرد می‌زند. گی دانگ که در اصل یک اشراف کنیز زاده است در یک خانواده نجیب و ثروتمند رشد می‌کند و به یک رئیس پلیس مبدل می‌شود. سرنوشت، زندگی این دو را که در دو سوی متفاوت قانون قرار گرفته‌اند را هنگامی‌که هر دو نفر عاشق یک زن (هان جی هه) می‌شوند، دوباره به یکدیگر پیوند می‌دهد.

## بازیگران
- چون جونگ میونگ در نقش چان دونگ (پسر واقعی وزیر کیم جی ایک)
- نو یونگ-هاک در نقش نوجوانی چان دونگ
- لی سانگ یون در نقش گی دانگ (پسر واقعی ماک سُن)
- چوی وو شیک در نقش نوجوانی گی دانگ
- هان جی هه در نقش بانو دانگ نیو (همسر فرمانده گی دانگ)
- جین سه یون در نقش نوجوانی بانو دانگ نیو
- سو هیون جین در نقش دالی (دختر کفاش، نوه آقایک هوانگ، همسر چان دونگ)
- لی سان یونگ در نقش نوجوانی دالی
- لی مون سیک در نقش جانگ کوکجی (یک رعیت هم بعدهاز عضو گروه آری می‌شود)
- جونگ کیونگ هو در نقش Kkul Dduk(کوک دوک، زیردست کوکجی، یک رعیت)
- کیم کی بّنگ در نقش گوم جی
- کیم کیونگ جین در نقش مال سُن
- چوی جونگ هوان در نقش وزیر کیم جی ایک (پدرواقعی چان دونگ، پدر ناتنی گی دانگ)
- کون او جونگ در نقش کانگ پو سو (عموی دالی، اولین رئیس گروه آری)
- لیم هیون شیک در نقش هوان (پدربزرگ دالی، پدر کانگ پو سو)
- جانگ این گی در نقش سو دال
- سو یه دال در نقش همسر اول جانگ کوکجی
- اون یئون هی در نقش جا گئوم (همسر دوم کوکجی)
- جو چانگ گیون در نقش پونگ گو
- لیم چائه وون در نقش همسر وزیر کیم جی ایک، مادر گئوم اوک و گی دانگ
- لی سئول آه در نقش گوم اوک (گئوم اوک، دختر وزیر کیم جی ایک، خواهر ناتنی گی دانگ، خواهر واقعی چان دونگ)
- کیم سو-هیون در نقش نوجوانی گوم اوک
- کیم میونگ سو در نقش جی چو (افسر امور شهر، هیون گام، برادرزن وزیر کیم جی ایک)
- را می ران در نقش اوب دوک (خدمتکار وزیر کیم جی ایک)
- لی جی سو در نقش سام وول (همسر جی چو، خدمتکار وزیر کیم جی ایک)
- کانگ شین ایل در نقش سانگ جو شی
- جو بو بی در نقش دام سال
- چوی‌های کیونگ در نقش بَک نیو (همسر سو دال، خدمتکار هوان)
- یون یو سون در نقش ماک سُن (مادر واقعی گی دانگ)